# Juan Gómez Voglino
Juan Antonio Gómez Voglino (Vicente López, Buenos Aires, 26 de julio de 1947) es un exfutbolista argentino nacionalizado colombiano. Jugaba como delantero y se desempeñó profesionalmente en Argentina, España, Colombia y Venezuela.
Es, a la fecha, el máximo anotador del Club Atlético Atlanta en el profesionalismo, con 68 goles en 188 encuentros.

## Trayectoria
Se inició en las inferiores de Platense aunque nunca debutó con este club.
En 1967 a sus 20 años, Colegiales de Munro confió en él y lo fichó por dos temporadas en las que jugó en 40 partidos, anotando 25 goles.
En 1969 integró el plantel campeón de primera división del club Chacarita Juniors; el día de su debut le anotó de penal a Independiente. En total jugó 16 partidos, marcando en 3 oportunidades.
Entre 1970 y 1974 fichó con Atlanta y hoy en día aún es el máximo anotador del Club Atlético Atlanta en el profesionalismo, con 68 goles en 188 encuentros. De los 188 partidos que disputó en el club, en 186 salió a la cancha como titular y en los 2 restantes ingresó como suplente, siendo expulsado en los 2. De los 188 partidos ganó 70, empató 51 y perdió 67, que suman un total de 16.440 minutos con la casaca de Atlanta.
Sus buenas campañas con Atlanta lo llevaron al Viejo Continente donde a pedido Pipo Rossi fichó con el Elche CF de Alicante por 6 temporadas.
A mediados de 1979 aconsejado por Pipo Rossi, ficha con Millonarios de Colombia, donde jugó 104 partidos y convirtió 25 goles.
En 1983 llegó a Venezuela, coronándose campeón de la primera división con la Universidad de los Andes y poniendo fin a su carrera como profesional.

"Quería y podía seguir jugando un par de años más, pero al irme a jugar a una liga poco llamativa como la venezolana, creían que ya no estaba en buen nivel y no me volvieron a llamar de ningún club, ni colombiano ni argentino". Declaración de Gómez Voglino al periodista Hernán Peláez en entrevista para el programa La Última Palabra del canal televisivo Fox Sports.

Al año siguiente (1984) se radicó en la capital de Colombia, Bogotá donde ya tenía formada a su familia y desde entonces vive en el país cafetero.

## Clubes
| Club              | País             | Año              | Partidos | Goles |
| ----------------- | ---------------- | ---------------- | -------- | ----- |
| Colegiales        | Argentina        | 1967-1968        | 40       | 25    |
| Chacarita Juniors | Argentina        | 1969             | 16       | 3     |
| Atlanta           | Argentina        | 1970-1974        | 188      | 68    |
| Elche CF          | España           | 1974-1979        | 171      | 53    |
| Millonarios       | Colombia         | 1979-1982        | 104      | 25    |
| ULA FC            | Venezuela        | 1983             | ?        | ?     |
| Total en carrera  | Total en carrera | Total en carrera | +519     | +174  |

## Títulos

### Campeonatos nacionales
| Título                                   | Equipo                               | País      | Año  |
| ---------------------------------------- | ------------------------------------ | --------- | ---- |
| Primera División de Venezuela            | Universidad de Los Andes Fútbol Club | Venezuela | 1983 |
| Primera División Argentina Metropolitano | Chacarita Juniors                    | Argentina | 1969 |

### Distinciones individuales
| Distinción                                          | Año  |
| --------------------------------------------------- | ---- |
| Máximo Goleador de la Primera División de Argentina | 1973 |